# 밀고자 (1963년 영화)
《밀고자》(프랑스어: Le Doulos)는 장피에르 멜빌 감독의 1963년 범죄, 드라마 영화이다. 쟝 뽈 벨몽도 등이 주연으로 출연하였고 카를로 폰티 등이 제작에 참여하였다.

## 출연

### 주연
- 쟝 뽈 벨몽도
- 세르주 레지아니
- 장 드사이
- 르네 르페브르
- 다니엘 크로엥
- 필리페 마치

### 조연
- 파비엔느 댈리
- 파울레트 브레일
- 필리프 나옹
- 미첼 피콜리
- 폴커 슐렌도르프
- 도미니크 자르디
- 찰스 부일로